# 冬至の生贄
『冬至の生贄』（とうじのいけにえ、Midvinterblot）は、スウェーデンの画家カール・ラーションが1915年に完成させた油絵である。
日本語題としては他に『冬至の捧げもの』、『冬至の犠牲祭』などがみられる。
ストックホルムのスウェーデン国立美術館の中央階段のホールに展示するため制作された絵画である。スウェーデンで最も論議を呼んだ絵画と呼ばれている。
絵画は、スウェーデン王ドーマルディが飢饉の回避のための犠牲とされた、北欧神話の中の伝説を描いている。長い論争の果てに絵画は国立美術館から受け入れを拒絶された。しかし議論は20世紀後期に再浮上した。その後、絵画は、カール・ラーションがそれがあるべきと意図していた場所に展示され、敬意を払われることとなった。

## 背景

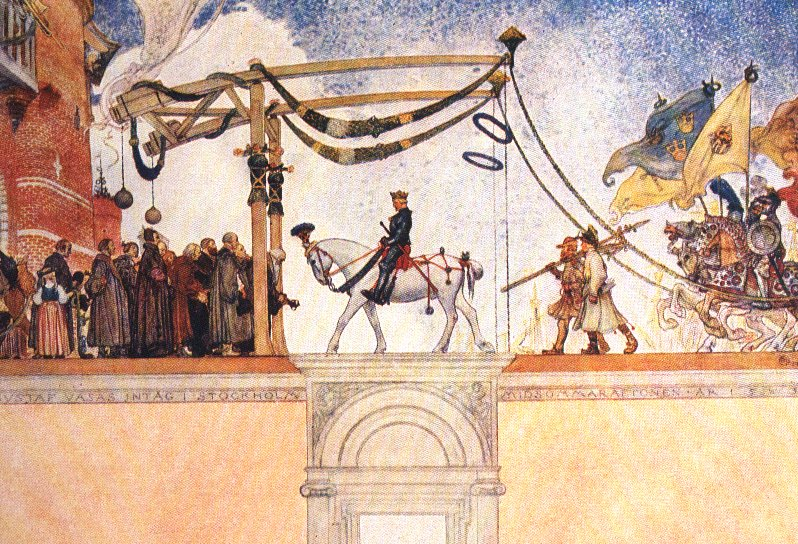
『冬至の生贄』と対をなす予定であった『グスタヴ・ヴァーサのストックホルム入城』。

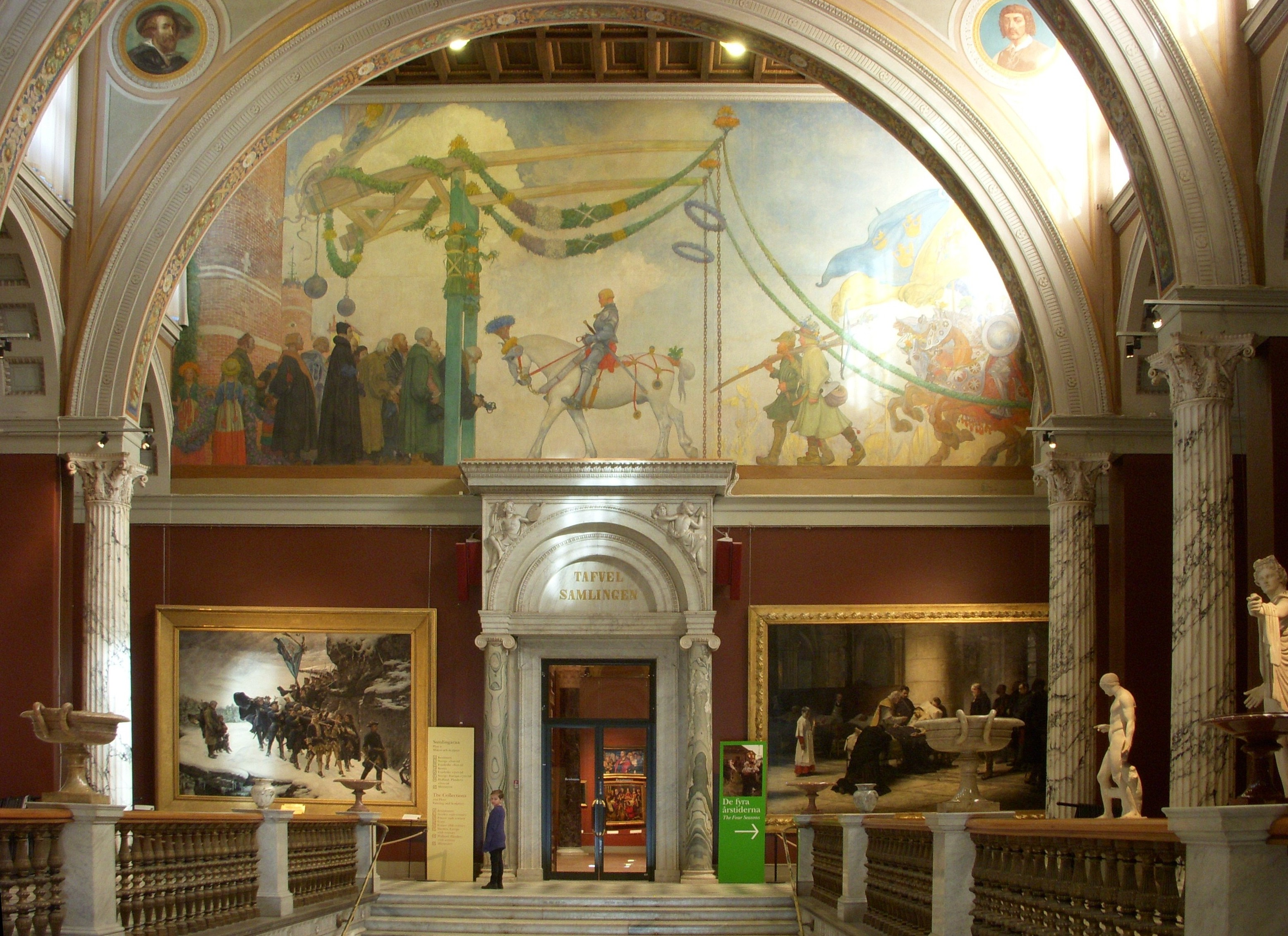
国立美術館に展示中の『グスタヴ-』（2008年3月撮影）。

カール・ラーション（Carl Larsson, 1853年5月28日 - 1919年1月22日）は、記念碑的な絵画（例えば学校や美術館、他の公共建物に描いたフレスコ画）が自分の最も重要な絵画になると考えていた。
彼の最後の記念碑的な仕事となったのが『冬至の生贄』で、1915年に完成したそれは縦640cm×横1,360cmの油絵であった。依頼したのは、ストックホルムにあるスウェーデン国立美術館で、すでにいくつかの壁にラーションがフレスコ画を描いていたが、残った壁に飾るための絵の依頼であった。
彼は最後の壁を、階段部分の他の絵と対比させることを意図した。グスタヴ・ヴァーサのストックホルムへの行進を描いた絵画『グスタヴ・ヴァーサのストックホルム入城』が、勝利を収めた王と夏至とを主題としたのに対し、カール・ラーションは、最後の絵が、自身が治めていた人々のために犠牲になった王と冬至とを主題とすることを望んだ。

## 原典と着想
カール・ラーションは、彼が鉄器時代のフィブラの装飾を複写したことがある、デンマーク国立博物館を訪ねるためにコペンハーゲンに行った。また、カール・ラーションに非常に影響を与えた文学的な情報源は、ブレーメンのアダムとスノッリ・ストゥルルソンであった。ブレーメンのアダムは、ウプサラの神殿についての文献を残している。

この神殿はまるで黄金から造られており、人々は3体の神の像を崇拝している。それらの像は、トールが最も強力であるために3体の真ん中に彼の王座があるように配置されている。彼の両側に、オーディン（Othin）とフレイの像が座っている。（中略）その神殿の近くに、冬も夏も常に緑なす枝を広げたとても大きな木がある。その木の種類が何かを知っている人はいない。また、そこには泉があり、古来の宗教を信仰する人々が、犠牲を執り行い生きたままの人間を沈める習慣になっている。沈めた人間の体が浮かんでこない間、人々の祈願は成就されるのである。

また、アイスランド人のスノッリが書いた『ユングリング家のサガ』には、この絵の題材となった物語が収録されている。

スウェーデン王家（ユングリング家）の王、ドーマルディ（Domalde）の治世のこと、スウェーデンはひどい飢饉に襲われた。人々は豊作を願って大供犠祭を行ない、最初の秋には生贄として牛を、次の秋には人間を捧げたが、収穫はなお悪くなった。三度目の秋、供犠祭の準備の前に、人々は大挙してガムラ・ウプサラに集まり、この飢饉の原因は王ドーマルディにあるとして王を殺した。彼を「血祭りに上げ」（blóta）、神の祭壇をその血で赤く染めれば、その犠牲が自分達に実り多き季節を呼び込んでくれると考えたのだ。王の息子ドーマッル（Domar）が国を治めるようになると平和で豊かな季節が長く続いたという。

## 作品の製作経過

### 第1版

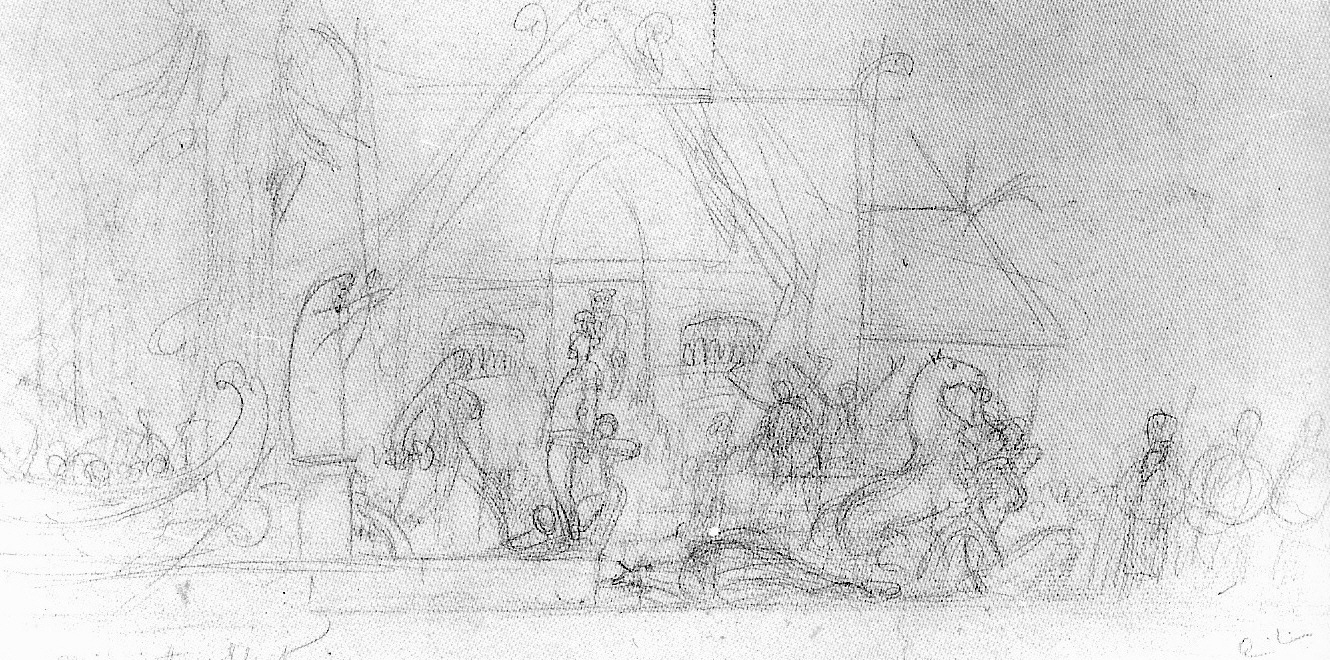
1910年に描かれた第1の素描（No.236）。

最も初期のものとして知られている素描（№236）は石墨で描かれており、スンドボーンのカール・ラーション・ミュージアムにある。Karl Axel Arvidssonによって、コペンハーゲン訪問直後の1910年の日付が入れられた。7月、カール・ラーションは大規模な改作を描き始め、1911年1月に描き上げたが、それは写真でしか残っていない。それは最も初期の素描に基づくものだが、より立派な人物像の一群が前面に配されていた。早い時期の版は、いかなる公式の論評も受けることもなく、国立美術館内の展示場に置かれた。正式な注文書はなく公式のコンテストも発表されず、そして主導権はただラーションだけにあった。
自称「考古学者」の匿名の記者が、1911年2月20日付のダーゲンス・ニュヘテル紙において辛辣な批判を表明した。作家は、絵画に時代考証の誤りがいくつかあり、時代の異なる物が遠慮なく結びつけられているとコメントした。匿名の記者は神殿を「夏のレストラン」と呼び、ストックホルムの生物学博物館から得た着想で飾られているとし、絵の中の衣装がスウェーデンの農場の堆肥の山の周りを歩くラクダのように奇妙であると続けた。

### 第2版

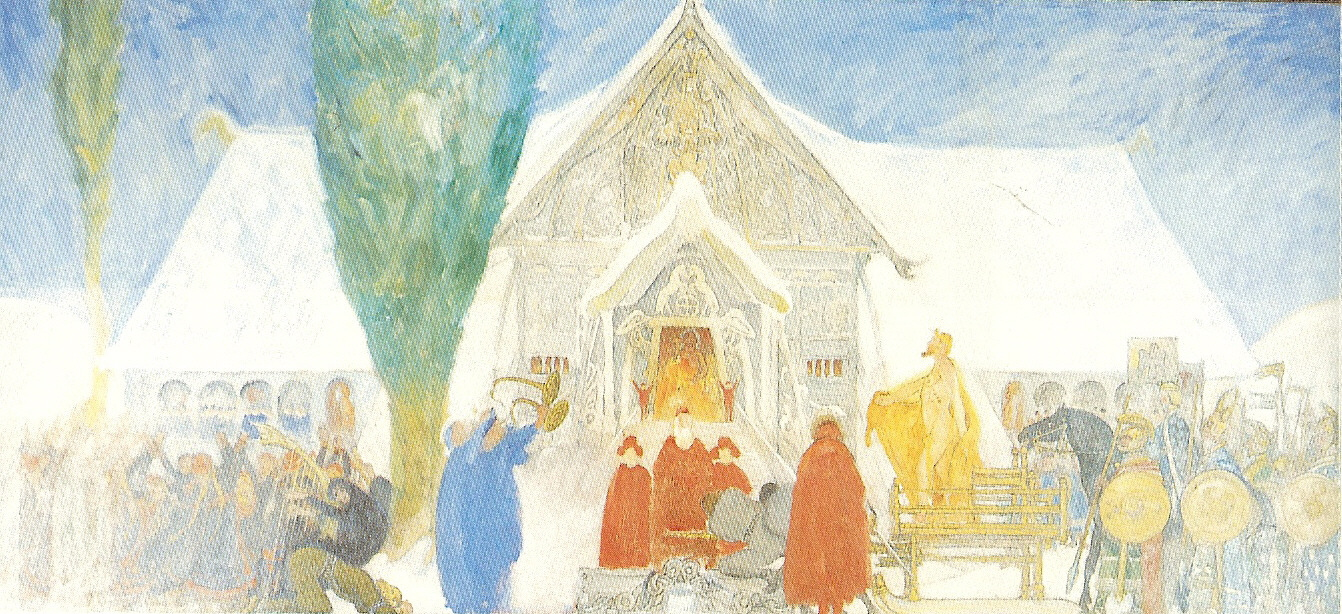
1913年に描かれた第2の素描（No.237）。

時を隔てた歴史上の出来事に個人的な解釈を与える芸術の自由に対する批判は、他の多くの19世紀の歴史的な絵画に向けられる可能性があった。『冬至の生贄』に対する批判は以後の年の間も同じ傾向で続いた。カール・ラーションは、自分が任務をより若い人材にうまく委任すると反駁した――しかし彼は油彩画（No.237）で第2の改作を制作した。その版では、ラーションは神殿をより広々と描き、絵の中心には介錯人を描き加えた。登場人物はより密接に集められて配置され、帯状の装飾のような特徴が誇張された。

### 第3版

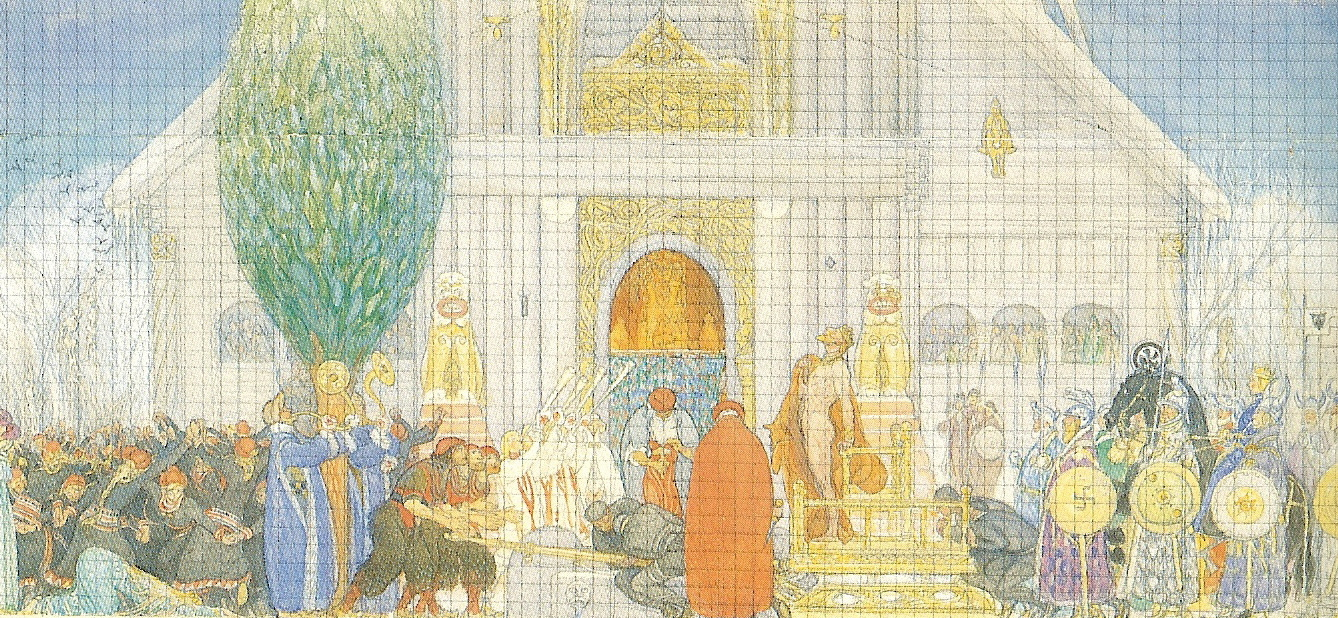
1913年に描かれた3番目の素描（No.238）。

ラーションが1913年の秋の間に制作した3番目の水彩画（No.238）の中で、いくつかの重大な変化が発表された。この版には『En drömsyn. En konung offras för folket』（"夢物語、彼の治める人々のために犠牲とされた王"）という主題が与えられた。それはおそらく、史実に忠実な再構成を試みたと思われないことを願って添えられたものあった。
最大の重要な変更点はより堂々とした構図になったことである。神殿はかなり大きく描かれ、厳格な外観を与えられた。また図案はより細かく組み立てられ、それらは浮彫りのような途切れない列をなした。下絵は1913年11月、美術館に展示のために置かれた。そして、美術館館長ルドヴィク・ルーストレム（Carl Ludvig Looström）への手紙において、カール・ラーションは、絵画に対し35,000スウェーデン・クローナを提示した。
この版は、美術館の購入委員会が彼ら自身の見解を発表する以前でさえ批判を受けた。アーギュスト・ブルーニウスはグスタフ・ヴァーサの絵に対し強い興味を表していたが、彼はほとんど批評家のように、絵の題材の選択に反発した。主題の選択はそれを提示することによって事態を更に悪化させただけだった。ブルーニウスは、この絵画が20世紀前半を生きる現代のスウェーデン人にとっては非現実的で思いもよらないものであり、まったく適切ではないと感じた。
1914年1月17日、美術館の購入委員会は、絵画について態度を決めかねた意見を示した。カール・ラーションには美術館の壁を飾る『冬至の生贄』を仕上げてもらうが、王の犠牲を含む主要な場面は除外されるか控え目に扱われるべきだという条件を加えた。大部分の委員がこの提議の支持を表明した。美術館長ルーストレムは委員会のこの決定に反対した。そして彼は絵画が「儀式殺人」の例証となると断言し、壁をむしろ空のままにすることを望んだ。カール・ラーションは、美術館が彼の絵画を受け入れた裏付けとして、委員会の決定を受け止めた。しかしラーションは提案された変更はしないと宣言した上に、絵画が美術館の代わりにストックホルム市庁舎に展示されるべきだという提案も受け入れなかった。
さらに、ラーションの親友で伝記作家のイェーオリ・ノデンスヴァーン（Georg Nordensvan）が批評する側に加わったが、彼はラーションの決心を変えられなかった。しかしラーションはおそらく、彼の批判を最も苛酷なものとして捉えただろう。考古学者 Bror Schnittger はたぶん前述の批判を始めた匿名記者と同一人物と思われるが、絵画において歴史的な確実性が欠如していることに対し、さらなる批判をスヴェンスカ・ダーグブラーデット紙に出した。絵画の中にある物体ごとの年代を推定すると著しい相違があり、少なくとも2,000年の幅が示された。そして Schnittger は、美術館建物にはこの絵画が受け入れがたいものだと考えた。
1914年3月1日、ラーションは教務大臣に手紙を書き、自分が美術館の壁に絵を入れる仕事を辞めると明言したことで、排斥されることとなった。

### 最終版と受け入れ拒否

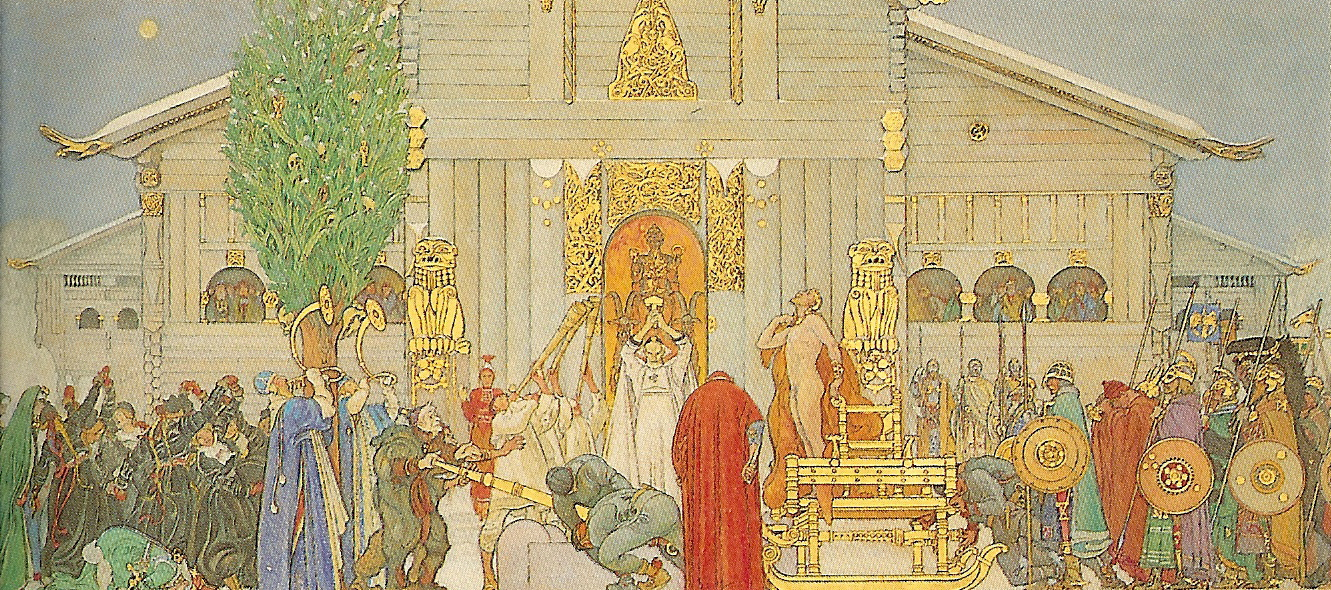
1915年の第4版の素描（No.239）。

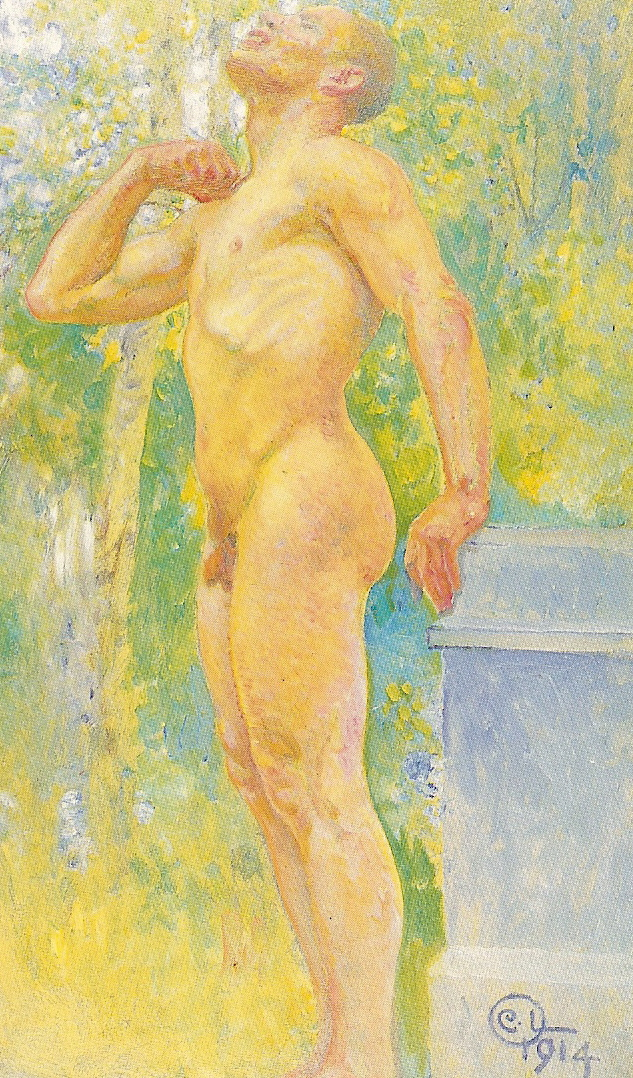
1914年の素描より、ドーマルディ王の習作（No.240）。

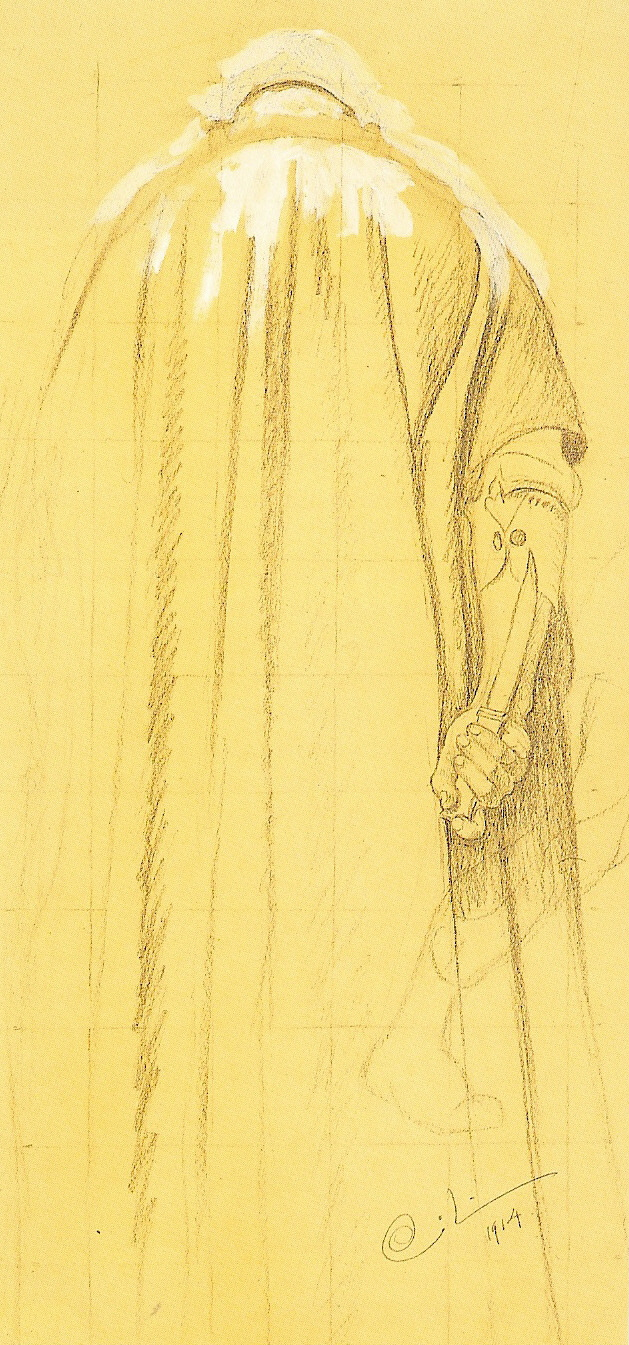
1914年の下絵より、介錯人（No.241）。

1914年5月、カール・ラーションは彼自身が主導権をとって絵画の制作を再開した。1915年には、年間を通して彼が描いた下絵（No.239）を発表したが、それらはほとんど以前の絵画と同じものだった。王は、ラーションが1914年にリュードベリ（Rydberg）という名の男性モデルを描いた油絵（No.240）に基づいて描き直された。王の境遇はより感傷的な構図にされ豊かな表現力を得た。それは、ラーションがこの犠牲が自発的なものだったと判断した後、絵画制作を展開する間に生じた重点の変更と一致した。
出来上がった絵画は、スウェーデンの古代史を題材にしながらもアール・ヌーヴォーの影響もみられる意匠的に優れた絵画となった。
ウプサラの神殿の前庭、金色の斧を振り上げる大司祭（en）の前に、武装した勇士に囲まれた全裸の王が運ばれてくる。
画面左には踊り狂う女性たち。
男たちは北欧の青銅のホルン「ルーア」（en）を吹いている。
介錯人が武器を隠して待機している。
これらが、装飾的な浮き彫りをほどこしたような構図の中に描かれている。
橇の左側の大司祭には新しい容姿が与えられた。また神殿の入り口には、著しい中国風の雰囲気を帯びたライオンの守護像が置かれた。色彩は力強く、そして、先史時代は灰色だったという一般的な見解をラーションが否認する意味で、かなりの面積に金色が使用された。
最終的な採決が下る前に、購入委員会とカール・ラーションは共に、教務大臣が新しい絵画に好意的であることを知っていた。しかしながら、大多数の購入委員会委員は、2人の賛成者を除くと、前館長ルーストレムと彼の後任のリッカルド・ベリを含めて反対した。その代わり委員会は、別の絵画を制作してもらいたいとカール・ラーションに依頼した。カール・ラーションは当初答えを出さなかったが、彼は言論界において、『冬至の生贄』を自分がこれまで制作してきた中で最も重要で最高に美しい作品の1つとみなすと宣言した。
大臣は専門家に助言を求め、議論は新聞上でも続けられた。政治的な側面からの憎しみがベリとラーションの間にあったという疑いも持たれた。しかしこれらの疑いは、ずっと後にネルケ公エウシェン王子によって晴らされた。
1992年に国立美術館から出版された本でカール・ラーションは絵画が最終的に受け入れ拒否されるに至った最も直接かつ自然な原因が、時間が絵画を時代遅れのものになったということが真相であると主張している。 長くかかった議論のせいで、絵画は過去の遺物になってしまい、新しい世紀の近代主義の理念に応ずることができなかった。

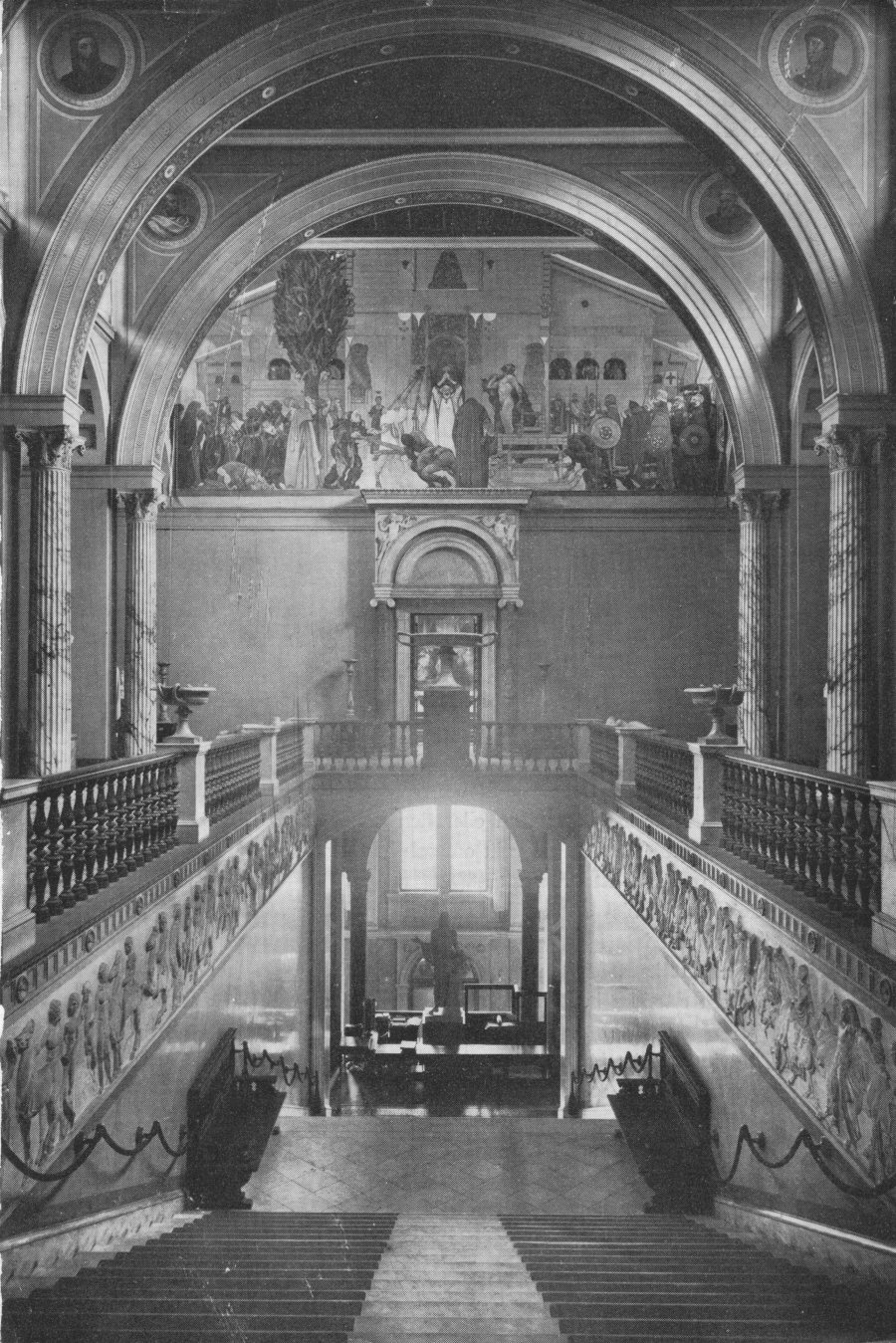
1915年、国立美術館内に展示された絵画。

1915年6月、最終版が予定されていた場所に展示された。次の年には、リリエバルク美術館の最初の展覧会が、カール・ラーション、ブルーノ・リリエフォッシュおよびアンデシュ・ソーンのために開かれたため、絵画は美術館で公開された。
ラーションは他に150点あまりの作品を出展しており、また、これ以外の個展や展覧会でも多くの観客を集めた。
しかしラーションのこの絵画への思いは諦められるものではなかった。1919年1月、亡くなる2日前に、ラーションは自宅のアトリエに絵画を広げて、やがてこの絵が展示されることを期待し展示の際の注意点を書き残している。
絵画はその後、1925年から1933年の間、国立美術館において再び試験的に展示された。1942年には、ルンドのSketches美術館に保管された。
そしてラーションの死後も約40年間展示されていた。
国立美術館が手がけた書籍によると、論争は、カール・ラーションが備えていた彼個人の名声と理想に関係したが、彼と同時代の人々はこの理想にますます冷淡になった。
ラーションの回顧録『Jag』は彼の死後に出版されたが、その中で彼は、自身の最大の業績となると考えた作品が展示を許可されなかったことについての苦悩と失望を告白している。
「『冬至の生贄』の運命が私を破壊した！
この私を暗い怒りに追いやった。
しかし、起きたことが結局は、多分最良のことであっただろう。
なぜなら私の直観力が教えてくれるのだ――もう一度！――この絵は欠点を抱えつつも、いつか来るその日、私が去った時、すばらしい展示場所を得て栄誉を与えられるだろう」
ラーションが絵画と自分自身を同定し始めたことは明白であった。彼がまず反対意見の向こう側に陰謀や悪意を見たこと、さらに、彼が生贄として捧げられた王と自分自身を同定したことは十分考えられる。この同定は、彼が1916年に描いた自画像の中で誰の目にも明らかとなった。そこには彼自身がドーマルディ王の最終スケッチを背景にして描かれていたのである（参考画像）。その絵は彼が暮らしたスンドボーンの教会に寄付された。

## その後の論争と最終的な受け入れ
絵画は1983年から1984年にかけてストックホルムのスウェーデン国立歴史博物館で展示されたが、その後ラーションの遺族がスウェーデンの美術商に売却してしまった。美術商は国立美術館に購入をもちかけたが、購入委員会が断った。
委員会は、申し込みを拒絶した理由を次のように述べた。すなわち、古代の北欧がモチーフであるなら国立歴史博物館がより適切であり、当時それは国立美術館と同じ建物にあったが、現在国立歴史博物館は独自の建物に移転しているので、絵画もそこに移すべきである。
この拒絶の後、絵画は、それを1,200万スウェーデン・クローナで国立歴史博物館に売却すると申し出たスウェーデンの美術蒐集家に売られた。
蒐集家は絵画を国立歴史博物館に持ち込んだが、博物館は費用面の問題から購入ができなかった。
しかし蒐集家によるこの申し入れが、一般の人々の間に、絵画が国立美術館もしくは国立歴史博物館にふさわしいのかどうか熟考する論争を引き起こすこととなった。議論は両極端の方向に向いていた。人々は、絵画がスウェーデン美術の非常に優れた傑作だとも、うさんくさい道徳観に満ちた作品だとも論じた。
それでも1915年当時とは状況が異なり、多くの人々が絵画が国外に出てしまうことを心配し、国立美術館が所蔵すべきだという声が高まった。
しかし絵画は1987年に、ロンドンのサザビーズでの競売により、日本人の蒐集家「いしづか ひろし」（漢字不明）に売却された。

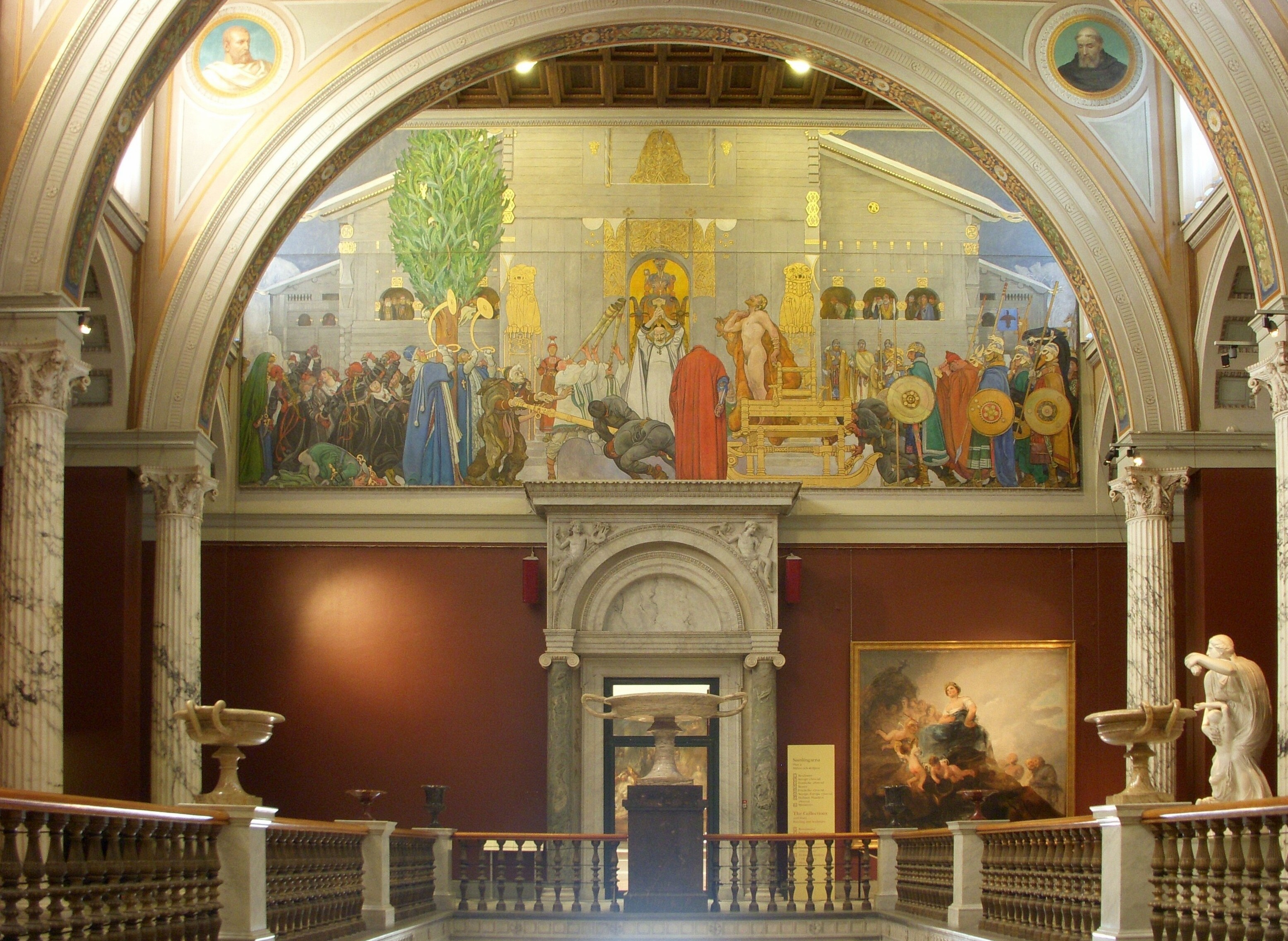
1997年、ついに絵画はそれがあるべきだった場所に定まった（写真は2008年に撮影）。

1992年に「いしづか」は、スウェーデン国立美術館開館200年記念「カール・ラーション大回顧展」の際に美術館に絵画を貸すことに同意した。里帰りした絵画は、本来飾られる予定だった場所に掛けられた。
この展覧会には30万人もの観客が訪れた。また、展示会が終わっても、所有者の厚意によって絵画はそのまま展示され続けた。
この20世紀後半の観客達が、絵画が本来掛けられるべきだった美術館の階段ホールにおいて初めて絵画を観ることができたとき、世論は変わった。美術館は1997年、この絵画を日本人蒐集家から購入した。絵画は本来あるべきだった場所に永久に展示されることとなった。購入価格は1,460万クローナであった。
スウェーデン国内では、絵がナショナリズムに基づく崇拝の対象になりかねないと危惧する声、また日本人蒐集家が強く希望して売却したが、日本円にして約1億3千万円で購入した絵を約2億1千万円で売却し約8千万円の差益を得ることとなったのを批判したともとれる声があった。